# 蘇維埃宮
- 關於聖彼得堡的一座建築，請見「蘇維埃宮 (聖彼得堡)」。
- 關於加里寧格勒的一座建築，請見「蘇維埃宮 (加里寧格勒)」。

蘇維埃宮（俄语：Дворец Советов）是1930年代開始策劃的紀念建築，競標方案高達1,410英尺（約430米），矗立在莫斯科河河岸。經過25年的方案設計與修訂，始終未能建成。

## 設計

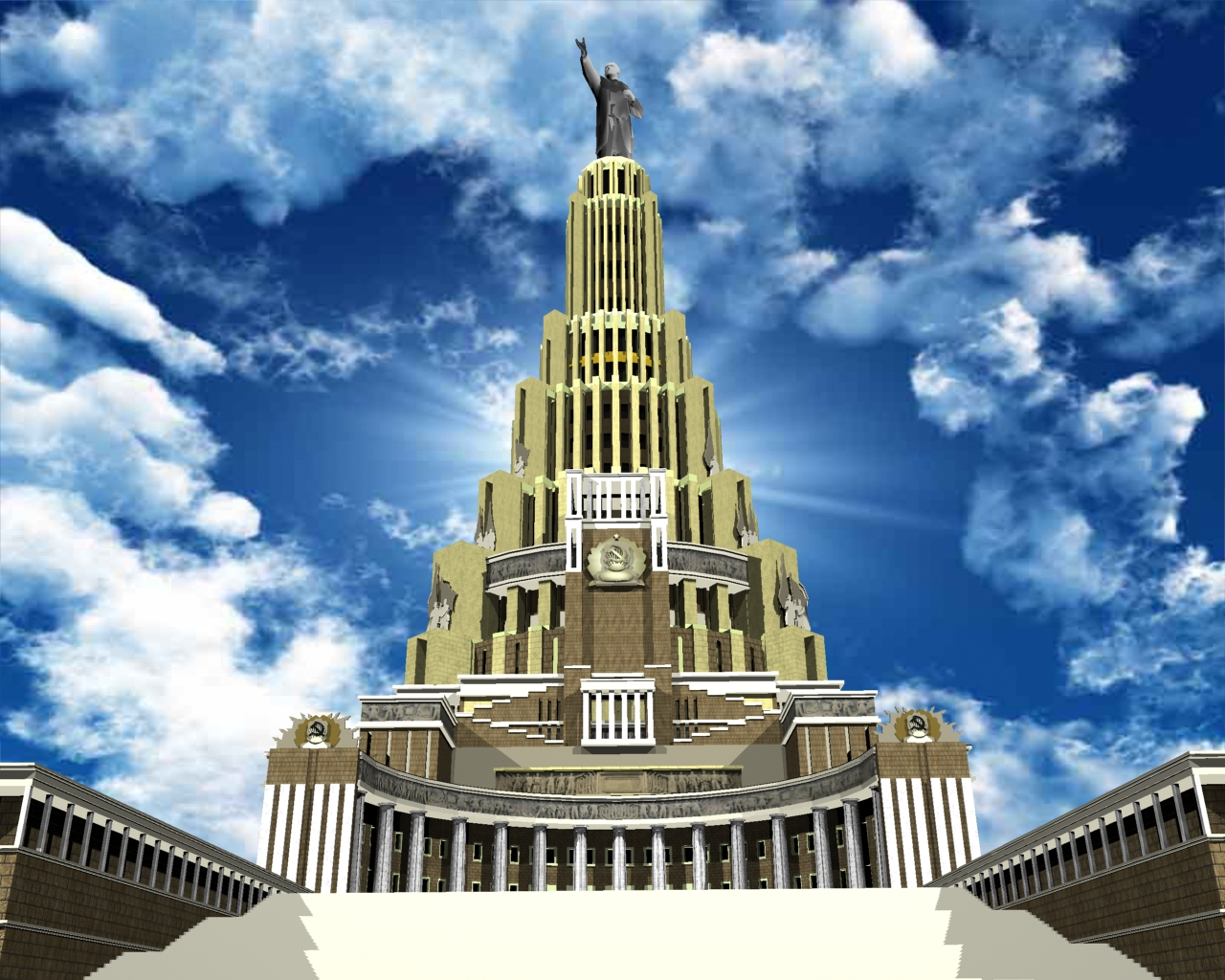
苏维埃宫想象图

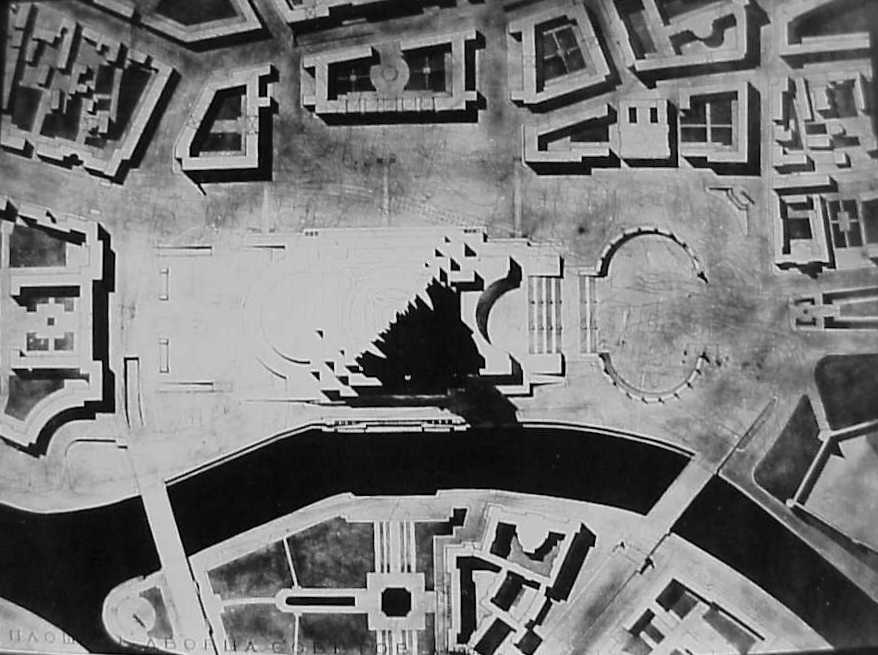
苏维埃宫殿方案俯视图

蘇維埃宮的計畫在1931年7月18日於蘇聯報章上刊載，並同時公開徵集其設計。
在1933年，鮑里斯·伊凡的候選方案勝出，這個方案穫選顯示蘇聯政府的建築物設計由現代主義轉史達林式建築。
蘇維埃宮計劃成為世界最高的建築物，高415米(連天台上的列寧像)，比帝國大廈高34米；列寧像高100米，同樣也高於紐約自由女神像。計劃中蘇維埃宮內有數間博物館及作為蘇聯最高蘇維埃的舉辦場地。

## 建設

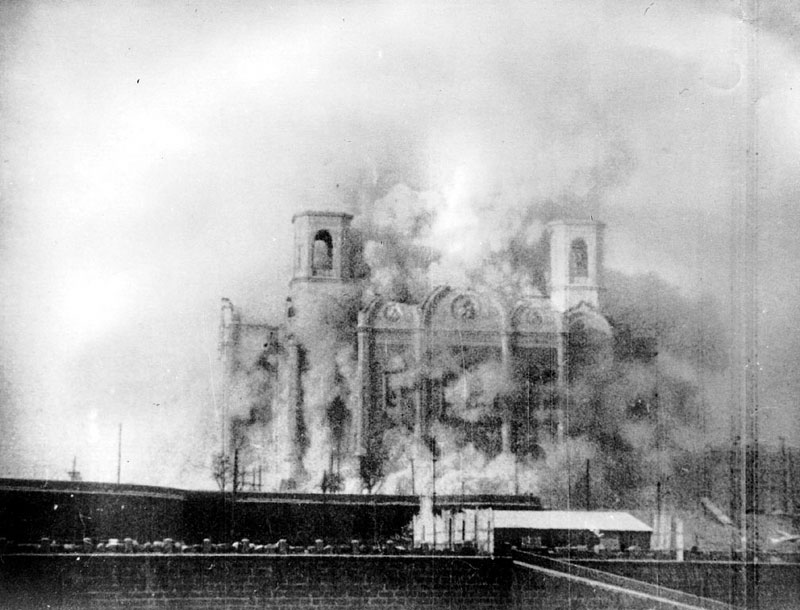
救世主大教堂爆破

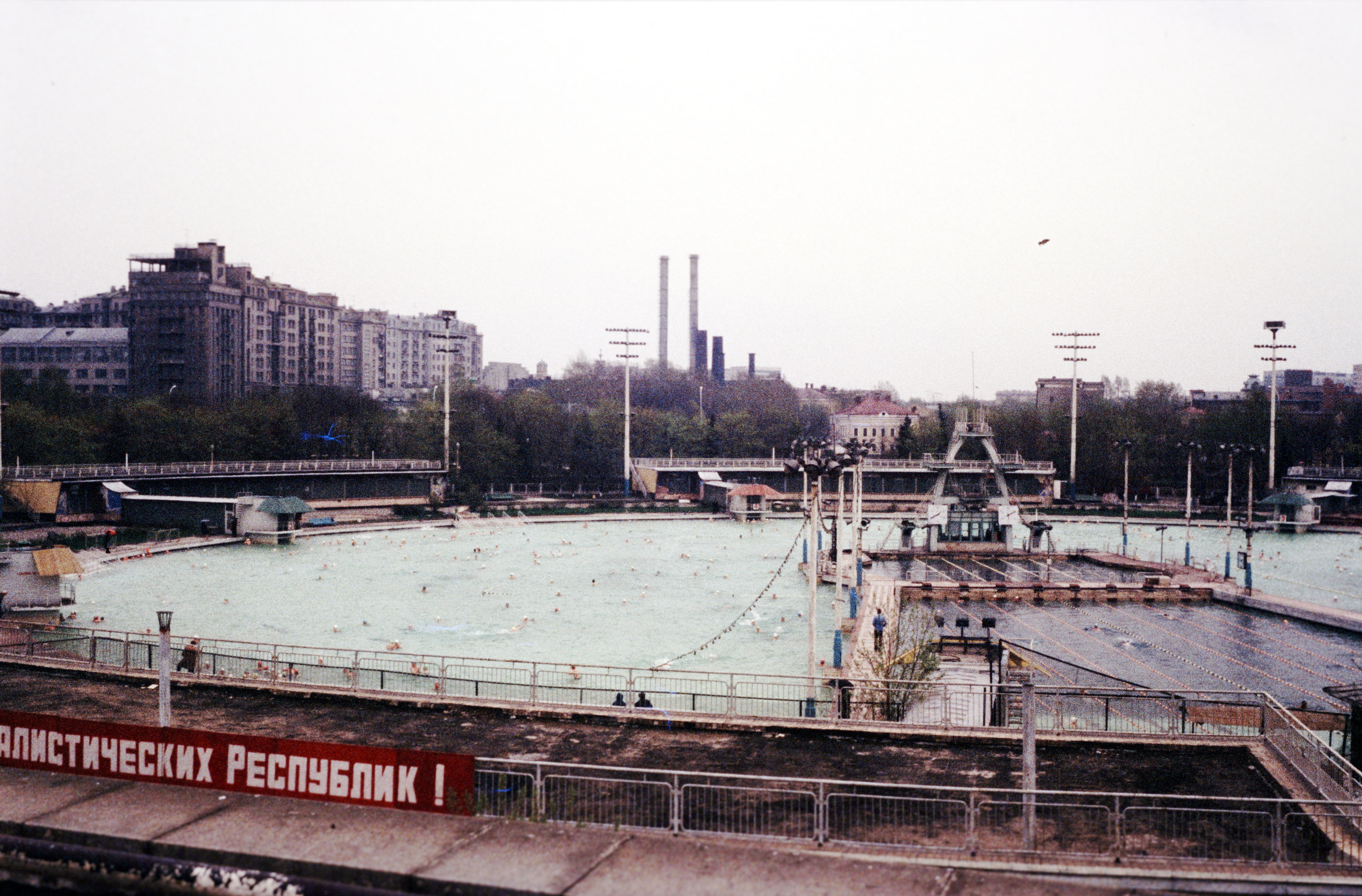
改建的露天游泳池（1980年摄）

蘇維埃宮原址為莫斯科最大的教堂，救世主大教堂。為建設蘇維埃宮，史達林下令炸毀大教堂。大教堂於1931年12月5日完成炸毀，但是莫斯科河的河水隨即涌入工地，致使工程延誤。二次世界大戰的戰火波及莫斯科，工程被迫暫停。但是自此之後，工程就沒有繼續了，工地成為空地。
史達林去世後，新任蘇聯共產黨总书记赫魯晓夫決意用更經濟和高效的建造方式，代替史達林式建築。雖然赫魯雪夫中斷蘇維埃宮的建築計劃，不過赫魯晓夫為了民生起見也完成了蘇維埃宮計劃中的一個莫斯科地鐵車站，大教堂原址则改为游泳池。
蘇聯解體後，政府投入了二億重建救世主大教堂，重建工程在1995年展開，並於2000年8月重新對外開放。

## 引用
1. ↑  . cyberleninka.ru.   [2022-05-14]. （原始内容存档于2022-05-14）.
2. ↑  . histrf.ru.   [2022-05-14]. （原始内容存档于2022-05-23）.
3. ↑  . Русская семерка. 2021-07-30  [2022-05-18] （ru-RU）.